# Leonida Rèpaci
Pour les articles homonymes, voir Rèpaci.
Leonida Rèpaci (né en 1898 à Palmi, dans la province de Reggio de Calabre, en Calabre - mort en 1985 à Marina di Pietrasanta) était un homme politique et écrivain italien.

## Biographie
Cofondateur du Parti communiste italien avec Antonio Gramsci, Leonida Rèpaci est l'auteur  de L'ultimo cireno (1923) et surtout de la saga des Frères Rupe (I Rupe 1935 - 1970). À la suite de son arrestation par les fascistes, il quitte le parti communiste italien De juin 1944 à février 1945, il est codirecteur du journal Il Tempo fondé par Renato Angiolillo mais l'orientation politique du titre le pousse à quitter ses fonctions. Il publie un best-seller Un Richard retourne à sa terre vers 1950. Il fonde le Prix Viareggio en 1929. Il était le mari d'Albertina Rèpaci, écrivain et poétesse, et l'oncle d'Antonino Rèpaci. Son frère ainé Giulio était microbiologiste.

### Poésies
- Il Ribelle e l'Antigone, Palmi, Tip. Zappone, 1919.
- I poemi della solitudine, Palmi, Tip. Signoretta, 1920.
- Il prezzo del fascismo, Patria Indipendente 1971.
- Poemetti civili, Siracusa, Cartia, 1973.
- La parola attiva. Poesia come racconto, Milano, A. Mondadori, 1975.
- La Pietrosa racconta, Soveria Mannelli, Rubbettino, 1984.
- Mamma leonessa, Roma, Gangemi, 1984.
- Ogni volta, Cosenza, Periferia, 1986.
- Poesia aperta, Milano, Rusconi, 1986.

### Romans
- Fatalità contemporanea. I fratelli Rupe, Milano, Ceschina, 1932.
- L'ultimo Cireneo, Milano, Avanti!, 1923; Milano, Alpes, 1928; Milano, Ceschina, 1934.
- All'insegna del gabbamondo. Romanzi brevi, Milano, Codara, 1928; Milano, Ceschina, 1942.
- Cacciadiavoli. Racconti, Milano, Ceschina, 1930.
- La carne inquieta, Milano, Ceschina, 1930.
- Racconti della mia Calabria, Torino, Buratti, 1931; Milano, Corbaccio, 1941.
- Galoppata nel sole, Milano, Corbaccio, 1933.
- Fatalità contemporanea. Potenza dei fratelli Rupe, Milano, Ceschina, 1934.
- Passione dei fratelli Rupe. 1914, Milano, Ceschina, 1937.
- Taccuino segreto. Quasi un romanzo, Milano, Bompiani, 1940.
- La tenda rossa. Racconti, Milano, Ceschina, 1954.
- Un filo che si svolge in trent'anni. Tutti i racconti di Repaci, Milano, Ceschina, 1954.
- Peccati e virtù delle donne. Caratteri e ritratti, Milano, Ceschina, 1954.
- Un riccone torna alla terra, Milano, Ceschina, 1954.
- Il deserto del sesso, Milano, Ceschina, 1957.
- Storia dei fratelli Rupe, Milano, A. Mondadori, 1957.
- Il pazzo del casamento, Milano, A. Mondadori, 1958.
- Amore senza paura. Romanzo-inchiesta, Milano, Sugar, 1963.
- Magia del fiume, Milano, Ceschina, 1965.
- II caso Amari, Milano, Rizzoli, 1966.
- Storia dei Rupe, 4 voll., Milano, A. Mondadori, 1969-1973.
- Lanterne rosse a Montevenere. Romanzo di una contestazione, Napoli, A. Marotta, 1974.
- La farfalla bianca, Soveria Mannelli, Rubbettino, 1986.

### Théâtre
- L'Attesa. Commedia in tre atti, Torino, Rivista Il Dramma, Le Grandi Firme, 1930.
- L'Inaugurazione. Un atto, Torino, Rivista Il Dramma, Le Grandi Firme, 1930.
- La madre incatenata.Tragedia moderna in tre atti, Milano, in proprio, 1926; Milano, Ceschina, 1931.
- Ribalte a lumi spenti 1937-1938, Milano, Ceschina, 1939.
- Ribalte a lumi spenti 1938-1940, Milano, Garzanti, 1941.
- Ribalte a lumi spenti 1940-1941, Milano, Ceschina, 1943.
- Teatro, Roma, Macchia, 1949.
- Omaggio al teatro, Milano, Ceschina, 1957.
- Teatro di ogni tempo, Milano, Ceschina, 1967.

### Essais
- Con la ciurma dell'"Alessandro". Genti e città, Milano, Ceschina, 1933.
- Galleria. Taccuino artistico degli anni di guerra 1941-1942-1943, Milano, Ceschina, 1948.
- Giro del mondo di ieri, Milano, Bompiani, 1948.
- Ricordo di Gramsci, Roma, Macchia, 1948.
- Socialismo sognato, Roma, Macchia, 1948.
- Taccuino politico, Milano, Ceschina, 1949.
- Francesco Cilea, Palmi, Biblioteca Comunale Palmi, 1953.
- Giramondo, Milano, Ceschina, 1960.
- Compagni di strada, Roma, Edizioni Moderne Canesi, 1960.
- Per Giuseppe Cesetti, Viterbo, Agnesotti, 1961.
- Il Sud su un binario morto, Cosenza, Pellegrini, 1963.
- Calabria grande e amara, Milano, Nuova accademia, 1964.
- Alvaro e la Calabria, Milano, Cromotipia Sormani, 1965
- Stalin e Kruscev nei giardini della morte, Roma, Centro Italiano Diffusione Arte e Cultura, 1966.
- Taccuino segreto. Prima serie (1938-1950), Lucca, Fazzi, 1967.
- Monteleone, Roma, Gesualdi.
- Repaci '70 e la cultura italiana, 2 voll., Roma, Costanzi, 1968.
- Leonida Repaci, Milano, Galleria d'Arte Cavour, 1970.
- Messaggio per Cilea, Cosenza, Pellegrini, 1972.
- Luigi Spanò, Roma, Galleria Dimensione, 1974.

### Œuvres traduites
- Les frères Rupe, traduction par la Baronne d'Orchamps, Paris, Albin Michel, 1937.
- La puissance des frères Rupe, traduction par la Baronne d'Orchamps, Paris, Albin Michel, 1938.
- La passion des frères Rupe 1914, traduction par la Baronne d'Orchamps, Paris, Albin Michel, 1938.
- Brinnande Blod, traduction par Karin De Laval, Stoccolma, Fritzes, 1947.
- Un richard retourne à sa terre, traduction par Ginette Bertrand, Paris, Del Duca, 1958.

## Adaptation au cinéma
- 1952 : Chair inquiète (Carne inquieta) de Silvestro Prestifilippo (it)